# 田村伊知郎
田村 伊知郎（たむら いちろう、1994年9月19日 - ）は、兵庫県神戸市北区出身のプロ野球選手（投手）。右投左打。埼玉西武ライオンズ所属。

## 経歴

### プロ入り前
小学校2年生から野球を始める。中学時代は山田中学校（軟式）で活躍、3年生の秋にはKボールのクラブチーム「メジャー兵庫」で全国大会に出場し、準優勝を経験した。
高校は報徳学園高等学校に進学。1年夏に全国4強、2年春に甲子園に出場（初戦敗退）し、「スーパー1年生」と騒がれた。高校2年時、秋の近畿大会で後にチームメイトになる駒月仁人から本塁打を打たれた。高校3年の最後の試合は右肩痛で登板することができなかった。
立教大学に進学したが、故障に悩まされ、初勝利を挙げたのは3年春だった。副主将になった4年の7月に第28回ハーレムベースボールウィークの代表に選出され、抑えを担当した。大学通算成績は8勝10敗、防御率3.19。同期に田中和基と澤田圭佑がいた。
2016年10月20日に行われたドラフト会議では、埼玉西武ライオンズから6位指名を受け、契約金3000万円、年俸700万円（金額は推定）で契約した。背番号は40。

### 西武時代
2017年は5月7日に一軍初昇格を果たし、同9日の北海道日本ハムファイターズ戦の9回裏からプロ初登板となり、1イニングを無失点に抑えた。6月7日に出場選手登録を抹消されたが、8月にも2週間ほど一軍を経験した。ルーキーイヤーは一軍で12試合に登板して防御率6.91、二軍では19試合に登板して2勝2敗・防御率2.58を記録した。
2018年は6月3日に出場選手登録されるも、短期間で登録抹消と再登録を2度繰り返した。8月8日に3度目の登録抹消となって以降は一軍に昇格できずにシーズンを終え、この年は4試合の登板で防御率3.60という成績であった。オフに50万円減となる推定年俸700万円で契約を更改した。
2019年は初めて開幕を一軍で迎えたが、6試合の登板で防御率6.14と結果を残せず、4月14日に出場選手登録を抹消された。その後は一軍に再昇格することなくシーズンを終え、オフにアメリカ（シアトル）のトレーニング施設ドライブライン・ベースボールへ派遣された。
2020年は新型コロナウイルスの影響で120試合制、開幕も6月に延期となったが、2年連続で開幕を一軍で迎えた。ホールドの付かない場面が主戦場であったため、ブルペンで肩を作る回数も多く、マウンドに上がればイニングを跨ぐことも少なくなかったが、タフな登板を乗り切ってシーズンのほとんどを一軍で過ごした。この年は自己最多の31試合に登板し、41イニングを投げて防御率3.95を記録。オフに400万円増となる推定年俸1000万円で契約を更改した。
2021年も開幕を一軍で迎えたが、結果を残せず、5月2日に出場選手登録を抹消された。6月30日に再登録されたが、防御率6.10と振るわず、前半戦は8試合の登板にとどまった。五輪による中断期間で前半戦は先発を務めていた平井克典とマット・ダーモディのリリーフ転向があり、後半戦の開幕は二軍で迎えたが、結果を残せなかったダーモディと入れ替わる形で8月28日に一軍へ昇格。9月24日の千葉ロッテマリーンズ戦では1点を追う4回表から登板し、2回1失点だったが、降板直後に味方が勝ち越したことで、プロ5年目にしてプロ初勝利を挙げた。チームのCS進出が完全消滅したこともあり、右足首痛を抱えていた抑えの平良海馬が大事を取って登録抹消され、リード・ギャレットが代役を務めるも不安定な投球が続いたことで、10月20日の日本ハム戦では2点リードの9回表に田村が抑えとして抜擢されると、1イニングを3者凡退に抑え、プロ初セーブを挙げた。この年は22試合の登板で1勝0敗1セーブ・防御率2.90を記録し、オフに250万円増となる推定年俸1250万円で契約を更改した。
2022年は「体や肩が痛くて、まずは自分との闘いが続いてしまい、100％バッターに向かっていくことができなかった」と本人が話したようにコンディションが整わない1年であり、夏場に3週間ほど一軍に昇格していたが、3試合の登板で防御率6.00。シーズンの多くを二軍で過ごし、イースタン・リーグでも29試合の登板で防御率4.07と振るわなかった。オフに250万円減となる推定年俸1000万円で契約を更改した。
2023年は5月3日に出場選手登録され、5試合の登板で防御率1.80を記録していたが、同23日に登録抹消。6月9日に再登録されるも、登板機会が無いまま、同14日に出場選手登録を抹消された。8月2日に再登録され、同15日の東北楽天ゴールデンイーグルス戦から13試合無失点と好投を続けると、勝ちパターンの一角を任されるようになり、9月は11試合の登板で2勝1敗5ホールド1セーブ・防御率0.79と好成績を残した。チームのBクラスが確定したことで10月1日に出場選手登録を抹消されたものの、この年は24試合の登板で2勝1敗6ホールド1セーブ・防御率1.52を記録した。オフに300万円増となる推定年俸1300万円で契約を更改し、背番号が20へ変更となることが併せて発表された。
2024年はオープン戦で3試合に登板するも、防御率9.00と精彩を欠き、開幕を二軍で迎え、4月14日に出場選手登録。6月6日の登板を終えた時点では、14試合の登板で1勝0敗・防御率2.19を記録していたが、翌7日の阪神タイガース戦では1点ビハインドの6回裏から登板し、1回3失点（自責点0）を喫して6月10日に出場選手登録を抹消された。その後は7月9日に再登録されるも、同17日に体調不良によりNPB感染症特例で登録抹消。8月13日に再登録されると、同15日の福岡ソフトバンクホークス戦で無失点に抑えて以降は、この試合を含めて10試合連続無失点でシーズンを終えた。ただ、この年はホールドが付かない場面での登板がほとんどであり、28試合の登板で1勝0敗1ホールド・防御率1.82という成績であった。

## 選手としての特徴
大学時代は最速150km/hのストレートとスライダーの2球種が投球のほとんどを占めていた。プロ入り後はチェンジアップ、フォーク、ナックルカーブ、カットボール、ツーシーム、シュートと様々な球種に挑戦。一時期はシュートを中心に右打者のインコースを攻めるスタイルを目指していたが好不調の波が激しく、また2019年オフのアメリカ派遣の成果もあり2020年シーズン終盤からは150km/hを連発するなどストレート主体の投球スタイルに変化している。プロ入り後のストレートの最速は151km/h。

## 人物
高校の先輩にあたる大谷智久を目標としている。
中学時代から非常に成績優秀で、報徳学園高校には選抜クラスの生徒を含め、学年2番で入学した。
中高の体育の教員免許を取得。ドラフト会議直後に教育実習を行なった。単位は3年次までに取り終えるなど、文武両道の選手であった。
2018年のシーズン中に大学時代から交際していた女性と結婚している。

## 詳細情報

### 年度別投手成績
| 年 度     | 球 団     | 登 板 | 先 発 | 完 投 | 完 封 | 無 四 球 | 勝 利 | 敗 戦 | セ 丨 ブ | ホ 丨 ル ド | 勝 率 | 打 者 | 投 球 回 | 被 安 打 | 被 本 塁 打 | 与 四 球 | 敬 遠 | 与 死 球 | 奪 三 振 | 暴 投 | ボ 丨 ク | 失 点 | 自 責 点 | 防 御 率 | W H I P |
| --------- | --------- | ----- | ----- | ----- | ----- | -------- | ----- | ----- | -------- | ----------- | ----- | ----- | -------- | -------- | ----------- | -------- | ----- | -------- | -------- | ----- | -------- | ----- | -------- | -------- | ------- |
| 2017      | 西武      | 12    | 0     | 0     | 0     | 0        | 0     | 0     | 0        | 0           | ----  | 66    | 14.1     | 18       | 6           | 6        | 0     | 0        | 9        | 0     | 0        | 12    | 11       | 6.91     | 1.67    |
| 2018      | 西武      | 4     | 0     | 0     | 0     | 0        | 0     | 0     | 0        | 0           | ----  | 21    | 5.0      | 6        | 1           | 0        | 0     | 0        | 3        | 0     | 0        | 2     | 2        | 3.60     | 1.20    |
| 2019      | 西武      | 6     | 0     | 0     | 0     | 0        | 0     | 0     | 0        | 0           | ----  | 34    | 7.1      | 9        | 1           | 4        | 0     | 0        | 3        | 2     | 0        | 5     | 5        | 6.14     | 1.77    |
| 2020      | 西武      | 31    | 0     | 0     | 0     | 0        | 0     | 0     | 0        | 0           | ----  | 181   | 41.0     | 47       | 4           | 16       | 0     | 2        | 27       | 4     | 0        | 20    | 18       | 3.95     | 1.54    |
| 2021      | 西武      | 22    | 0     | 0     | 0     | 0        | 1     | 0     | 1        | 0           | 1.000 | 130   | 31.0     | 17       | 2           | 16       | 2     | 4        | 20       | 0     | 0        | 10    | 10       | 2.90     | 1.06    |
| 2022      | 西武      | 3     | 0     | 0     | 0     | 0        | 0     | 0     | 0        | 0           | ----  | 13    | 3.0      | 3        | 0           | 1        | 0     | 0        | 1        | 1     | 0        | 2     | 2        | 6.00     | 1.33    |
| 2023      | 西武      | 24    | 0     | 0     | 0     | 0        | 2     | 1     | 1        | 6           | .667  | 93    | 23.2     | 14       | 1           | 8        | 0     | 0        | 20       | 4     | 0        | 4     | 4        | 1.52     | 0.93    |
| 2024      | 西武      | 28    | 0     | 0     | 0     | 0        | 1     | 0     | 0        | 1           | 1.000 | 122   | 29.2     | 24       | 1           | 11       | 0     | 0        | 24       | 0     | 0        | 10    | 6        | 1.82     | 1.18    |
| 通算：8年 | 通算：8年 | 130   | 0     | 0     | 0     | 0        | 4     | 1     | 2        | 7           | .800  | 660   | 155.0    | 138      | 16          | 62       | 2     | 6        | 107      | 11    | 0        | 65    | 58       | 3.37     | 1.29    |

- 2024年度シーズン終了時

### 年度別守備成績
| 年 度 | 球 団 | 投手  | 投手  | 投手  | 投手  | 投手  | 投手     |
| 年 度 | 球 団 | 試 合 | 刺 殺 | 補 殺 | 失 策 | 併 殺 | 守 備 率 |
| ----- | ----- | ----- | ----- | ----- | ----- | ----- | -------- |
| 2017  | 西武  | 12    | 0     | 0     | 0     | 0     | ----     |
| 2018  | 西武  | 4     | 0     | 0     | 0     | 0     | ----     |
| 2019  | 西武  | 6     | 0     | 2     | 1     | 0     | .667     |
| 2020  | 西武  | 31    | 4     | 6     | 0     | 0     | 1.000    |
| 2021  | 西武  | 22    | 2     | 7     | 1     | 0     | .900     |
| 2022  | 西武  | 3     | 0     | 0     | 0     | 0     | ----     |
| 2023  | 西武  | 24    | 1     | 4     | 0     | 0     | 1.000    |
| 2024  | 西武  | 28    | 1     | 2     | 0     | 0     | 1.000    |
| 通算  | 通算  | 130   | 8     | 21    | 2     | 0     | .935     |

- 2024年度シーズン終了時

### 記録
初記録
- 初登板：2017年5月9日、対北海道日本ハムファイターズ7回戦（札幌ドーム）、9回裏に5番手で救援登板・完了、1回無失点
- 初奪三振：2017年5月13日、対オリックス・バファローズ7回戦（京セラドーム大阪）、8回裏に駿太から空振り三振
- 初勝利：2021年9月24日、対千葉ロッテマリーンズ20回戦（メットライフドーム）、4回表に2番手で救援登板、2回1失点
- 初セーブ：2021年10月20日、対北海道日本ハムファイターズ24回戦（メットライフドーム）、9回表に5番手で救援登板・完了、1回無失点
- 初ホールド：2023年5月12日、対東北楽天ゴールデンイーグルス7回戦（ベルーナドーム）、11回表に8番手で救援登板、1回無失点

### 背番号
- 40（2017年 - 2023年）
- 20（2024年 - ）

### 代表歴
- 2016 ハーレムベースボールウィーク 日本代表[3]